# Notre-Dame (Alençon)

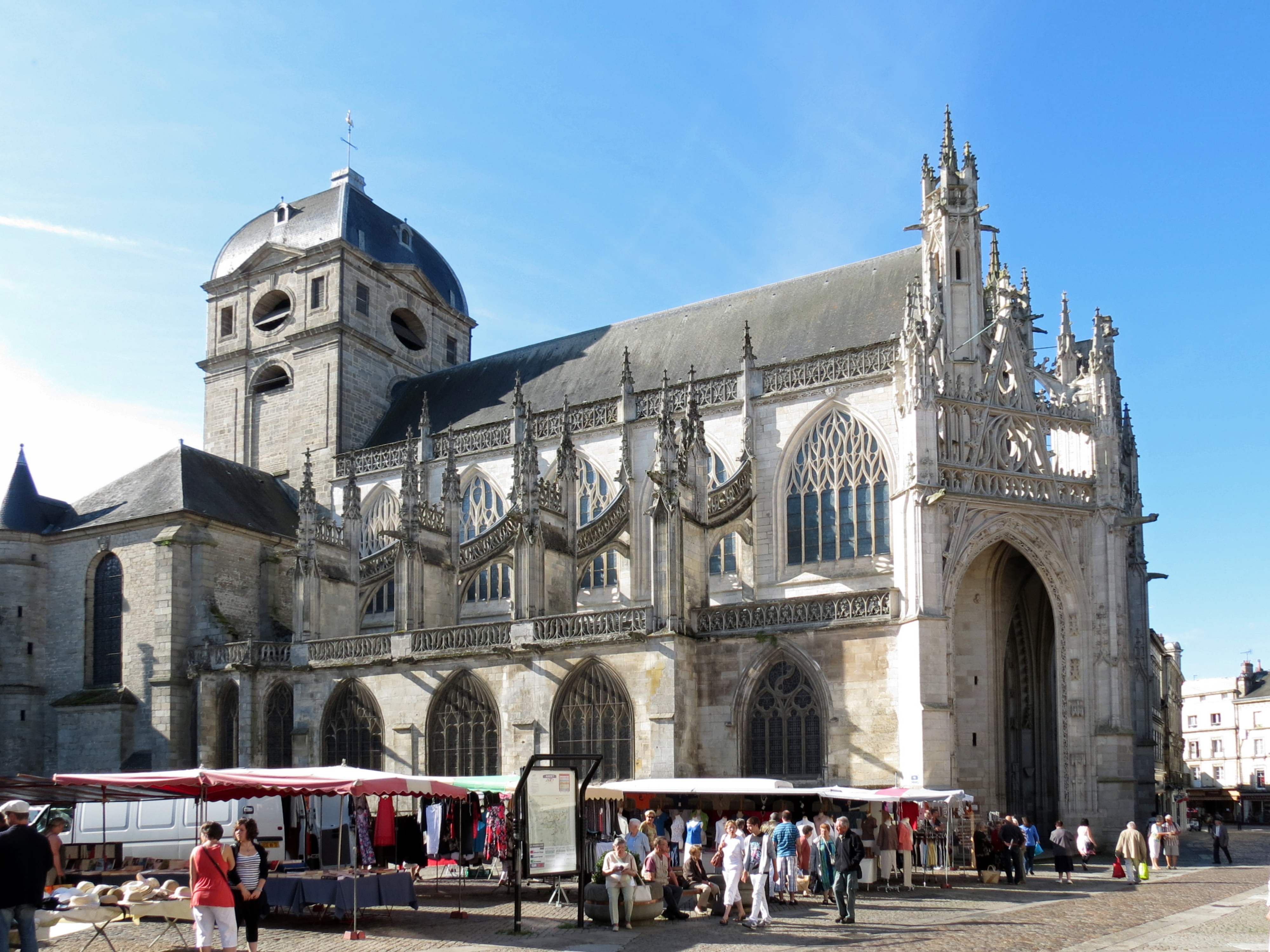
Außenansicht

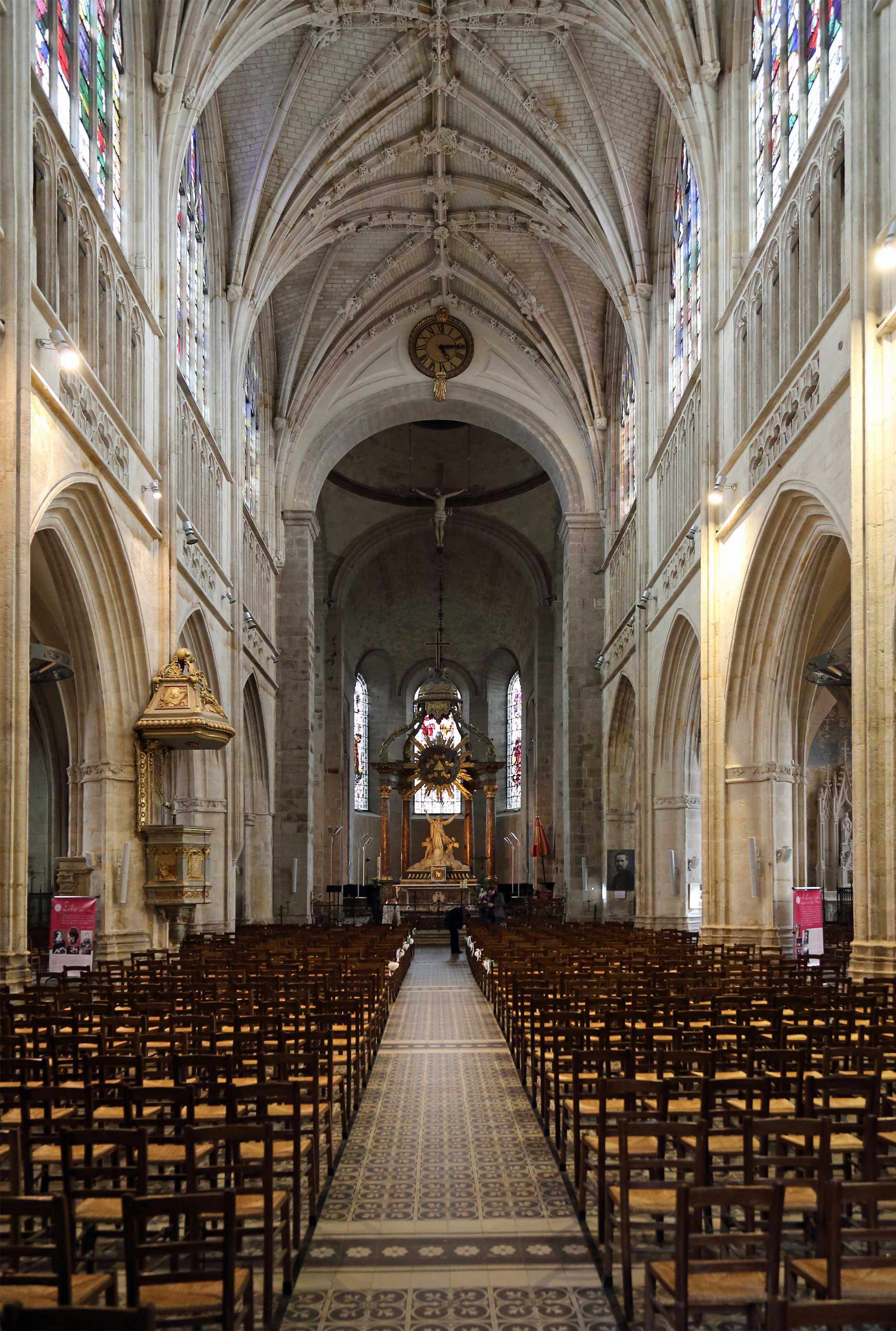
Mittelschiff der Basilika

Die Basilika Notre-Dame ist eine römisch-katholische Kirche im Zentrum von Alençon, Hauptstadt des französischen Département Orne in der Normandie. Die Pfarrkirche des Bistums Séez hat das Patrozinium Mariä Himmelfahrt und trägt den Titel einer Basilica minor. Die Baugeschichte des Monument historique umfasst den Zeitraum vom 14. bis zum 19. Jahrhundert. Eine besondere Bedeutung hat das gotische Bauwerk als Taufkirche von Therese von Lisieux.

## Geschichte
Im 12. Jahrhundert wurde hier bereits eine Prioratskirche gebaut, die später zur Nutzung als Pfarrkirche erweitert wurde. Der Bau der heutigen Kirche wurde bereits vor dem Hundertjährigen Krieg (1337–1453) begonnen. Um 1470 wurden die Bauarbeiten mit dem Kauf des Grundstücks zur Errichtung der heutigen Seitenschiffe wiederaufgenommen. Im Jahre 1500, zur Zeit der Herzogin Margarete von Lothringen, schuf Jean Lemoine als neuer Baumeister im Westen das Dreifachportal und errichtete ein Sternrippengewölbe über dem Hauptschiff. Die Seitenschiffe wurden im 15. Jahrhundert hinzugefügt, die Seitenkapellen zwischen den Stützpfeilern im 16.
Die Verzierung des Portals wurde während der Hugenottenkriege (1562–1598) verunstaltet. Im August 1744 traf ein Blitz den hölzernen Glockenturm, das daraus resultierende Feuer zerstörte den Chor und die Querschiffe. Der Ingenieur Jean-Rodolphe Perronet baute diese Teile der Kirche zwischen 1745 und 1762 wieder auf und ergänzte einen Vierungsturm. Während der Französischen Revolution wurden weitere Schäden angerichtet, so dass sie Mitte des 19. Jahrhunderts einzustürzen drohte. Durch umfängliche Restaurierungen konnte dies verhindert werden. Papst Benedikt XVI. erhob die Kirche am 10. August 2009 in ihrer Bedeutung als Wallfahrtsziel zur Basilica minor.

## Architektur
Die Kirche wurde im flamboyant-gotischen Stil des frühen 16. Jahrhunderts als dreischiffige Basilika auf dem Grundriss eines lateinischen Kreuzes errichtet. Das hohe Mittelschiff mit fünf Jochen ist mit einem Sterngewölbe mit reich verzierten Rippen überdacht, die von außen von zwei Reihen Strebepfeilern gestützt werden. Die mittlere Ebene der Höhe des Kirchenschiffs ist ein blindes Triforium mit einer niedrigeren Balustrade; die breiten Fenster sind mit extravagant verziert.
Der Altarraum in Vierung und Apsis ist das Ergebnis eines Wiederaufbaus aus dem 18. Jahrhundert. Besonders bemerkenswert ist die dreiseitige westliche Veranda, die aus dem Anfang des 16. Jahrhunderts stammt und im extravaganten gotischen Stil ausgeführt wurde.

## Ausstattung

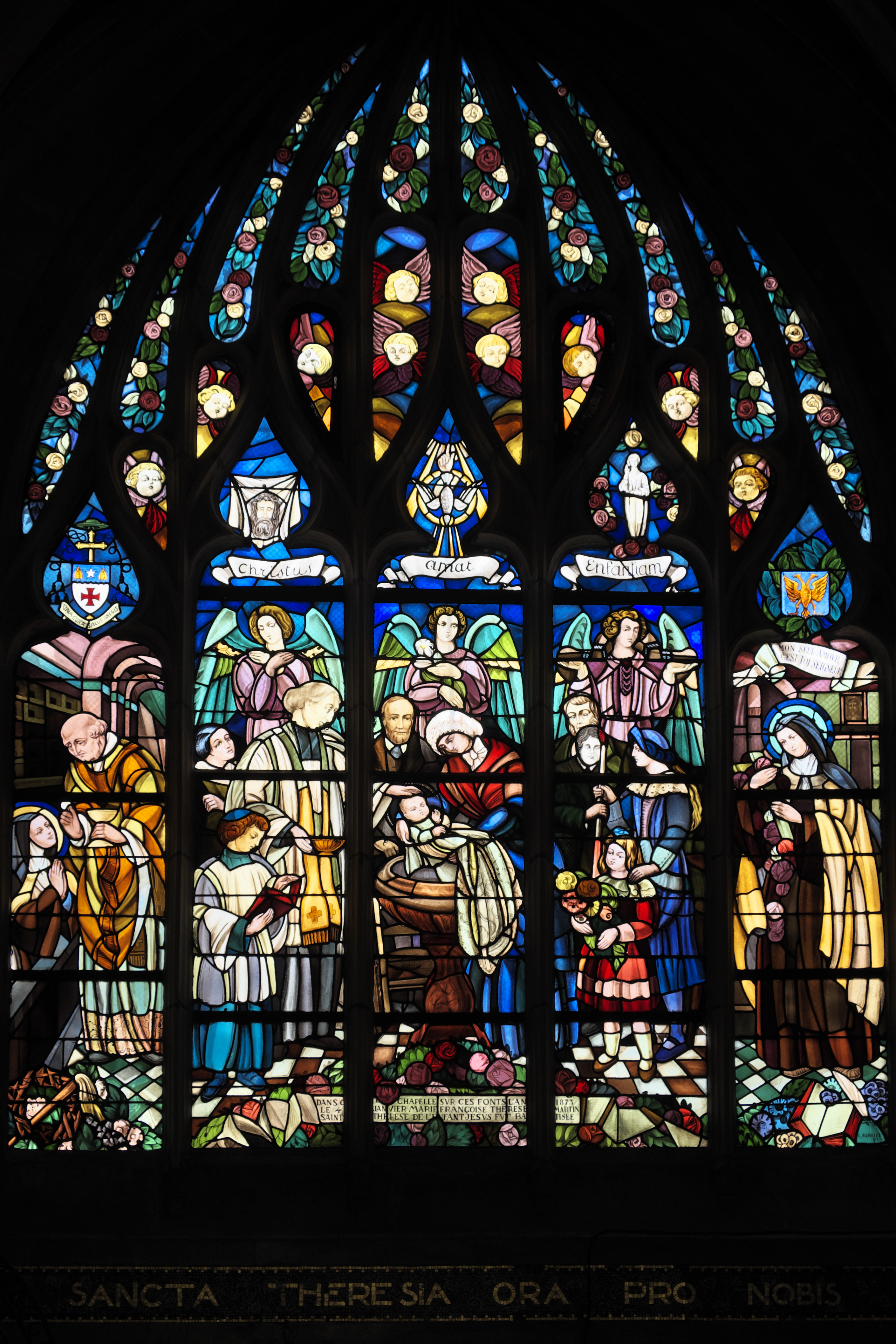
Bleiglasfenster der Taufe der Therese von Lisieux

Der Hochaltar ist von einem Ziborium überdacht, das während des 18. Jahrhunderts als Ersatz des Chorgestühls installiert wurde, der gleichen Zeit, in der das Taufbecken in der nördlichen Kapelle eingerichtet wurde. Über dem Altar stellt eine monumentale Skulptur Mariä Himmelfahrt dar und ersetzt eine Pietà, die während der Revolution zerstört wurde. Dis Buntverglasung mit elf Bildfenstern aus der Renaissance zeigt alttestamentliche Szenen auf der Nordseite der Basilika und auf der Südseite Szenen aus dem Leben der Jungfrau Maria. Obwohl das Glas vielen Restaurierungen unterzogen wurde, war es von der Gewalt des Zweiten Weltkriegs nicht betroffen. Während der Restaurierung der Kirche im 19. Jahrhundert wurden Buntglasfenster für die Kapellen geschaffen, die den historischen Fenstern des Kirchenschiffs entsprachen. Diese 1884 installierten Fenster wurden 1944 durch Bombenangriffe beschädigt und zwischen 1986 und 1996 durch Buntglas von Simone Flandrin und Mr. Courageous für die Herz-Jesu-Kapelle ersetzt.

## Familie Martin
Zélie und Louis Martin, Eltern der heiligen Therese von Lisieux, heirateten am 13. Juli 1858 in der Basilika Unserer Lieben Frau von Alençon. Die heilige Therese von Lisieux wurde hier am 4. Januar 1873 getauft. Das Taufkleid ist in der Kirche ausgestellt. Ein modernes Buntglasfenster, das die Zeremonie darstellt, ist ebenfalls zu sehen. Dort wurde 1877 die Beerdigung von Zélie Martin gefeiert. Nach der Seligsprechung des Ehepaars Martin am 19. Oktober 2008 in Lisieux machen sich zunehmend Wallfahrer auf den Weg in die Kirche. Zélie und Louis Martin wurden am 18. Oktober 2015 von Papst Franziskus heiliggesprochen.